# Lopnur

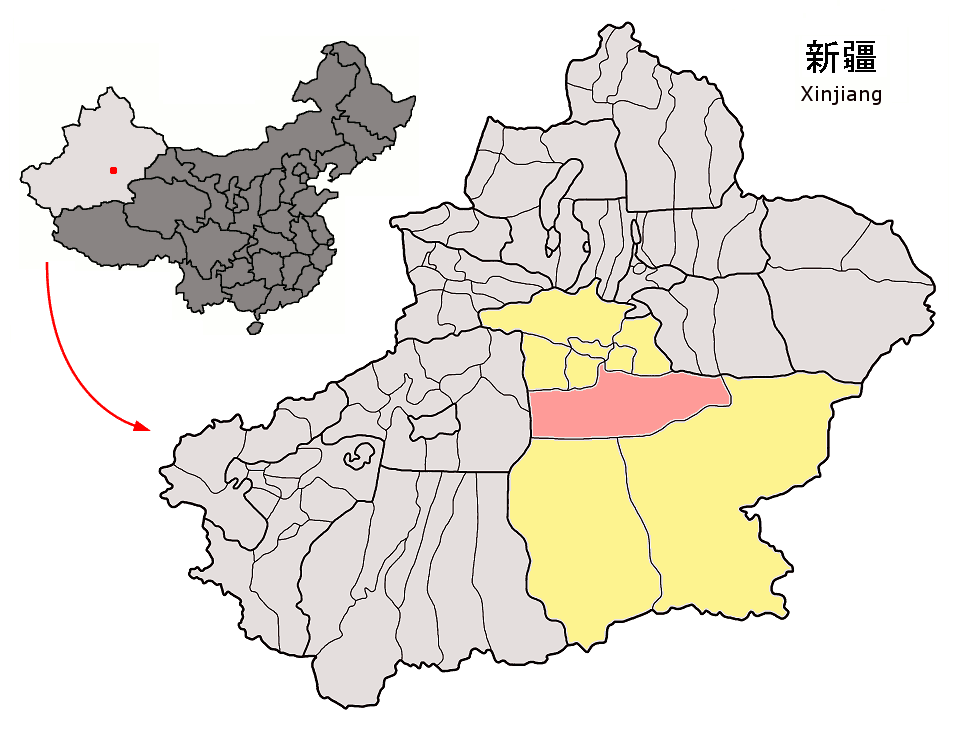
Lage des Kreises Lopnur (rosa) im Mongolischen Autonomen Bezirk Bayingolin (gelb)

Lopnur, auch: Yuli (chinesisch 尉犁县, Pinyin Yùlí Xiàn, uigurisch لوپنۇر ناھىيىسى Lopnur Naⱨiyisi), ist ein Kreis des Mongolischen Autonomen Bezirks Bayingolin im mittleren Südosten des Uigurischen Autonomen Gebiets Xinjiang in der Volksrepublik China. Die Fläche beträgt 59.402 Quadratkilometer und die Einwohnerzahl 96.068 (Stand: Zensus 2010). Sein Hauptort ist die Großgemeinde Yuli (尉犁鎮).
Die Alarmfeuertürme am Konche-darja (chinesisch Kongque He fengsui qun) stehen seit 2001 auf der Liste der Denkmäler der Volksrepublik China (5-132).